# Johan Richthoff
Johan Richthoff (Limhamn, Malmö, Escânia, 30 de abril de 1898 — Limhamn, Malmö, Escânia, 1 de outubro de 1983) foi um lutador de luta livre sueco.

## Carreira
Foi vencedor das medalhas de ouro na categoria de mais de 87 kg em Amsterdã 1928 e Los Angeles 1932.